# دي إن بي إيه إس إيه
 تعد دي ان بي أكبر مجموعة للخدمات المالية في النرويج ، حيث بلغ إجمالي الأصول المجمعة أكثر من 1.9 تريليون كرونة نرويجية وتبلغ القيمة السوقية للشركة 164 مليار كرونة نرويجية في 20 مايو 2016. يقع المكتب الرئيسي في أوسلو .
أكبر مالك لـلبنك هو وزارة التجارة والصناعة النرويجية (34.0٪) و أخرين . تم إنشاء هذا الأخير كأساس لغرض وحيد هو امتلاك جزء من الشركة. تم إنشاؤه عندما أصبحت جنسيديج نور شركة عامة محدودة لضمان احتفاظ عملاء الشركات بالملكية الجزئية للشركة. الأساس أيضا يمكن أن تعطي ما يصل إلى 25٪ من استلامها أرباح كهدايا للأعمال الخيرية.

## روابط خارجية
- الموقع الرسمي